# Зидихум
Зидихум (њем. Siehdichum) општина је у њемачкој савезној држави Бранденбург. Једно је од 38 општинских средишта округа Одер-Шпре. Према процјени из 2010. у општини је живјело 1.703 становника. Посједује регионалну шифру (AGS) 12067458.

## Географски и демографски подаци
Зидихум се налази у савезној држави Бранденбург у округу Одер-Шпре. Општина има три насељених места. Просјечна надморска висина је 54 метра. Површина општине износи 73,1 km². У општини живи 1.703 становника. Просјечна густина становништва износи 23 становника/km².